# تركي الخالدي
تركي نافع الخالدي لاعب كرة يد كويتي. يلعب لنادي الصليبخات الرياضي. لعب مع عدة أندية قبل الصليبخات، وهي: خيطان، الكويت. حقق مع نادي الصليبخات بطولة آسيا للأندية لكرة اليد في عام 2009.